# Michael Lammer
Michael Lammer (* 25. März 1982 in Zürich) ist ein ehemaliger Schweizer Tennisspieler.

## Leben und Karriere
Michael Lammer begann im Alter von sechs Jahren, Tennis zu spielen. Er erreichte schnell grosse Erfolge im Tennis: Im Jahre 1994 wurde er Schweizer Meister in der Altersklasse U12 sowohl im Einzel als auch im Doppel (an der Seite von Roger Federer), in den Folgejahren dreimal Schweizer Vizemeister. Im Alter von 15 Jahren zog er nach Biel ins Leistungszentrum von Swiss Tennis. Dort nahm er an einem neuen Projekt teil, den Tennis Etudes von Swiss Tennis, so dass er neben dem Training auch noch die Schule besuchen konnte. 1999 wurde er Schweizer Meister sowie Vize-Europameister der Altersklasse U18 und erreichte in Miami den Viertelfinal der Junioren-Weltmeisterschaften U18. Seine beste Platzierung in der Juniorenweltrangliste war Rang 7 im Mai 2000. Nachdem er im Jahre 2002 die Matura in Biel abgeschlossen hatte, setzte er voll auf die Karte Tennis.
Zu den Höhepunkten seiner Karriere zählen die beiden Grand-Slam-Qualifikationen für die US Open 2005 sowie die Australian Open 2006. Bei den US Open schlug er in der ersten Runde den Top-100-Spieler Kevin Kim und verlor dann gegen den an Position 15 gesetzten Dominik Hrbatý. Bei den Australian Open unterlag er allerdings in der ersten Runde Andy Roddick, damals Nummer 2 der Weltrangliste. Dank diesen guten Leistungen wurde er auch ins Schweizer Davis-Cup-Team berufen, wo er gegen Australien sein Debüt gab. Er verlor seinen Match gegen Peter Luczak, die Partie ging mit 2:3 verloren.
Seine grössten Erfolge als Einzelspieler sind zwei Challenger-Titel in Montauban im Jahr 2007 und Puebla im Jahr 2008. Im November 2009 konnte sich Lammer beim ATP-Turnier von Basel für das Hauptfeld qualifizieren und besiegte in der ersten Runde Daniel Köllerer. Daraufhin stieg er in der Weltrangliste bis auf Rang 150. Das bislang beste Resultat bei einem ATP-Turnier war das Erreichen des Viertelfinals von Auckland im Januar 2010. Hierbei besiegte er unter anderem den ehemaligen Weltranglistenersten Juan Carlos Ferrero, welcher beim Stande von 3:1 für Lammer verletzungsbedingt aufgeben musste. Im Doppel konnte Michael Lammer an der Seite seines Landsmannes Marco Chiudinelli im August 2009 das ATP-Turnier von Gstaad gewinnen. Dabei besiegten sie im Laufe des Turniers die Nummern 1, 2 und 3 der Setzliste.
2014 war er Teil der Schweizer Mannschaft, die gegen Frankreich erstmals den Davis Cup gewann. Er kam dabei sowohl in der ersten Runde als auch im Halbfinal zum Einsatz. Im März 2015 trat er in Indian Wells mit Roger Federer im Doppel zu seinem letzten Karrierematch an. Nach der Auftaktniederlage beendete er seine Karriere.
Michael Lammer spielt in der Tennismannschaft des Grasshopper Club Zürich, mit dem er bislang sechsmal Schweizer Meister der Nationalliga A wurde.

## Erfolge
| Legende (Anzahl der Siege)  |
| Grand Slam                  |
| ATP World Tour Finals       |
| ATP World Tour Masters 1000 |
| ATP World Tour 500          |
| ATP World Tour 250 (1)      |
| ATP Challenger Tour (2)     |

| ATP-Titel nach Belag |
| Hartplatz (0)        |
| Sand (1)             |
| Rasen (0)            |

### Einzel

#### Turniersiege
| Nr. | Datum             | Turnier   | Belag     | Finalgegner      | Ergebnis       |
| --- | ----------------- | --------- | --------- | ---------------- | -------------- |
| 1.  | 8. Juli 2007      | Montauban | Sand      | Thierry Ascione  | 1:6, 6:3, 7:64 |
| 2.  | 23. November 2008 | Puebla    | Hartplatz | Rainer Eitzinger | 6:2, 3:6, 6:4  |

### Doppel

#### Turniersiege
| Nr. | Datum          | Turnier | Belag | Partner           | Finalgegner                     | Ergebnis |
| --- | -------------- | ------- | ----- | ----------------- | ------------------------------- | -------- |
| 1.  | 2. August 2009 | Gstaad  | Sand  | Marco Chiudinelli | Jaroslav Levinský Filip Polášek | 7:5, 6:3 |